# Šarkan
Šarkan (in ungherese Sárkányfalva) è un comune del sud-ovest della Slovacchia facente parte del distretto di Nové Zámky, nella regione di Nitra.

## Storia
La prima menzione storica del villaggio di Šarkan risale al 1247.

## Geografia e popolazione
Il comune è situato ad un'elevazione di 131 metri e ricopre una superficie totale di 13.638 km² con una popolazione totale di 373 persone (2009). Del totale degli abitanti il 12% sono di origine slovacca mentre l'88% è di origine ungherese.